# Małgorzata Ławrynowicz
Małgorzata Ławrynowicz (ur. 15 grudnia 1988 w Wejherowie) – polska gimnastyczka, olimpijka z Aten 2004.
Zawodniczka klubu Stowarzyszenie Gimnastyki Artystycznej Gdynia (SGA Gdynia).
Uczestniczka mistrzostw świata w: 2003 zajęła wraz z koleżankami 10. miejsce w układach zbiorowych, a w 
2007 w układzie zbiorowym zajęła 16. miejsce.
Na Igrzyskach Olimpijskich w Atenach w 2004 zajęła 10. miejsce w wieloboju drużynowym w gimnastyce artystycznej.
W roku 2008 zakończyła karierę zawodniczą.
W chwili obecnej pracuje jako trener gimnastyki artystycznej. Prowadzi zajęcia dla dziewczynek w wieku 4-12 lat w różnych szkołach trójmiejskich, jako GimArt Małgorzata Ławrynowicz.